# Президентские выборы в Палау (2020)
Всеобщие выборы 2020 года на Палау для избрания президента и Национального конгресса прошли 3 ноября.

## Избирательная система
Президент Палау избирается по двухтуровой системе.
13 членов Сената избираются от единого общенационального округа путём блокирования голосов, при этом каждый избиратель имеет 13 голосов. 16 членов Палаты делегатов избираются по одномандатным округам, использующих голосование по принципу Система относительного большинства.